# ثيسبروتيا
ثيسبروتيا (/ θɛsproʊʃə /؛ باليونانية: Θεσπρωτία) هي واحدة من الوحدات الإقليمية لليونان. وهي ناحية من منطقة إبيروس. عاصمتها مدينة إيغومنيتسا. واسمها مأخوذ من الثيسبروتيين وهم قبيلة اليونانية قديمة سكنت المنطقة في العصور القديمة.

## التاريخ
بقيت أراضي ثيسبروتيا تحت الحكم العثماني حتى عام 1913. ثم ضمت إلى اليونان بعد حرب البلقان الأولى. كانت هذه المنطقة ضمن مقاطعة يانينة حتى عام 1937 عندما جعلت ثيسبروتيا محافظة منفصلة.